# بوضاء بسدير (المجمعة)
بوضاء بسدير، هي قرية من فئة (ب) تقع في محافظة المجمعة، والتابعة لمنطقة الرياض في السعودية. وتبعد بوضاء بسدير عن محافظة المجمعة بمسافة تقارب (35) كم.